# Zofia Stryjeńska
Zofia Stryjeńska (nata Lubanska; Cracovia, 13 maggio 1891 – Ginevra, 28 febbraio 1976) è stata una pittrice, illustratrice e scenografa polacca.
Tra gli artisti più prominenti del suo paese nel periodo interbellico, produsse illustrazioni, poster, murales, giocattoli, costumi e scenografie che celebravano la vita tradizionale e il folclore del suo popolo. Popolarissima tra gli anni '20 e '30, fu dimenticata durante il regime comunista, fino alla sua caduta nel 1989.

## Biografia
Dopo gli studi d'arte nella sua città natale, fuggì a Monaco di Baviera col passaporto di suo fratello per iscriversi fingendosi un uomo all'Accademia d'arte nel 1911, una delle poche accademie riconosciute ufficialmente dal suo paese che però non permetteva ancora l'accesso alle donne. Tornò in patria dopo un anno e mezzo, quando i sospetti sul suo genere iniziavano a essere più insistenti, dove esibì i suoi dipinti a una mostra collettiva a tema folcloristico. Già in questo frangente erano abbastanza visibili alcune delle caratteristiche che in seguito avrebbero reso celebre il suo lavoro, come l'interesse per la storia e la cultura polacca, l'impiego di linee prominenti e tratti piatti, le influenze teatrali e dell'arte medievale.
Sulla scia del movimento artistico di fine Ottocento della Giovane Polonia, che cercava di costruire uno stile di stampo nazionalista volto a esaltare le tradizioni slave, Stryjeńska produsse illustrazioni di libri e acquerelli di canti natalizi polacchi. Nel 1917 completò la serie "Divinità slave", un ciclo litografico incentrato su un ipotetico pantheon di divinità polacche da lei concepito. Allo stesso periodo appartengono anche i sei dipinti rientranti nel ciclo pasquale "Resurrezione", dove rivede alcuni episodi del Nuovo Testamento in una concezione slava che paragona agli eventi che la sua nazione stava vivendo in quel periodo. Il più emblematico di questi dipinti è proprio il quadro Resurrezione, raffigurante un Gesù biondo e dai lineamenti slavi che sovrasta i soldati tedeschi, un chiaro riferimento al desiderio di libertà del suo popolo.
Nel 1925 partecipò all'Esposizione internazionale di arti decorative e industriali moderne di Parigi con una serie di sei dipinti su tela che adornavano le pareti del Padiglione polacco. Ognuna di queste tele rappresentava due mesi dell'anno in relazione alla vita rurale e al cambio delle stagioni, descrivendo accuratamente usi e costumi, antiche credenze slave ed eventi della vita quotidiana. Nel 1929 divorziò da Karol Stryjeński, che nel frattempo l'aveva fatta rinchiudere in un manicomio, indi si risposò brevemente fino a che il suo secondo marito non morì di sifilide poco dopo aver convolato a nozze.
Negli anni '30 il suo lavoro predilesse maggiormente la quantità alla qualità per via della sua instabilità economica, tuttavia le sue illustrazioni per i costumi dei contadini polacchi (1939) godettero di ampio riconoscimento. Sempre in quel decennio fu insignita dell'Ordine della Polonia restituta, la più importante onorificenza del suo paese. Dopo la seconda guerra mondiale si rifiutò di aderire all'Unione delle arti polacche del regime comunista, per cui dovette riparare in esilio.